# Laura Chiesa
Pour les articles homonymes, voir Chiesa.
Laura Chiesa (née le 5 août 1971 à Turin) est une escrimeuse italienne, spécialiste de l'épée.

## Biographie
Laura Chiesa remporte le titre de championne du monde à Athènes en 1994 et est médaillée d'argent par équipe aux Jeux olympiques à Atlanta en 1996.